# أحداث خليج سرت (1986)
أحداث خليج سرت عام 1986 مجموعة من الاشتباك العسكريّة حدثت في خليج سرت عام 1986 بين القوات الأمريكيّة والقوات الليبية، في ربيع عام 1986 نشرت القوات البحرية الأمريكية مجموعة من حاملات الطائرات في البحر المتوسط وبشكل محدّد في خليج سرت المتنازع عليه، اعتبرت ليبيا هذا انتهاك لحرمة أراضيها وانتقاص من سيادة البلاد على خليج سرت، خصوصاً بعد تصريح الزعيم الليبي معمر القذافي عام 1973 بأن خليج سرت ليبي ويخضع لسيادتها وحدد خط عرض 32 (115 كيلو متر عن الشواطئ الليبية) كنقطة لايجوز تجاوزها الاّ باذن مسبق من السلطات الليبية ولقّبه بخطّ الموت وسيّرت دوريات مراقبة بحرية وجوية عبره، لكن الولايات المتحدة رفضت التصريحات الليبية واعتبرت خليج سرت مياه دولية ومن حقها إجراء مناورات فيه وأن المياه الإقليمية الليبية لا تتعدى حزام 19 كيلو متر حول الشواطئ الليبية انتهت الحرب بأعتراف الولايات المتحدة الامريكية بأن خليج سرت مياه ليبية ويخضع لسيادتها وثم لقبت الجماهيرية العربية الليبية بالعظمى بشكل رسمي كأول دولة عربية تهزم الولايات المتحدة الامريكية على اراضيها للمرة الثانية 

## خلفية الأحداث
تصاعدت حدة التوتر العلاقات الأمريكية الليبية بعد اختطاف الرحلة تي دبليو إيه 847 في 14 حزيران عام 1985 وهجمات مطاري روما وفيينا في 27 كانون الأول من العام نفسه، إدعت الولايات المتحدة أن ليبيا مسئولة عن تلك الهجمات من خلالها دعمها المناضل الفلسطيني أبو نضال، في نفس الوقت قامت ليبيا بنشر صواريخ إس إيه 5 أرض-جو المتطورة التي حصلت عليها من الإتحاد السوفيتي عام 1985، قامت أمريكا بتوسيع وجودها العسكري في البحر الأبيض المتوسط وتمركز الأسطول السادس الأمريكي بصورة دائمة فيه، وبدأ يجري مناورات متواصلة مخترقة وبشكل متعمد المجال الجوي والمياه الإقليمية لخليج سرت من 26 كانون الثاني إلى 30 كانون الثاني ومرة أخرى من 12 شباط إلى 15 شباط ومجدداً في 23 آذار من العام 1986، لكن ومع استمرار الخروقات الأمريكية للمجال الجوي لخليج سرت قامت مضادات الليبية بالرد، وانتقلت من مجرد أعمال استفزازيّة أمريكية إلى اشتباكات مسلحة بين القوات الليبية والأمريكية، انتهت هذه الاشتباكات بخسارة ليبية وغرق سفينتين ليبيتين ومقتل 35 بحار ليبي.

## وصلات خارجية
- الحروب الليبية، 1980-1989 الجزء الرابع، توم كوبير